# Pelargonium caledonicum
Pelargonium caledonicum är en näveväxtart som beskrevs av Harriet Margaret Louisa Bolus. Pelargonium caledonicum ingår i släktet pelargoner, och familjen näveväxter. Inga underarter finns listade i Catalogue of Life.